# Генограма
Генограма (також відома як дослідження Мак-Голдрік–Герсона, схема Лапідуса або сімейна діаграма) — це графічне відображення сімейних стосунків та історії хвороби людини. Воно виходить за рамки традиційного генеалогічного дерева, дозволяючи користувачеві візуалізувати спадкові закономірності та психологічні фактори, які підкреслюють стосунки. Його можна використовувати для виявлення повторюваних моделей поведінки та розпізнавання спадкових схильностей.
Мюррей Боуен винайшов концепцію генограми як частину його моделі сімейних систем у 1970-х роках. Пізніше Моніка Макголдрік і Ренді Герсон розробили та популяризували метод генограми в клінічних умовах, опублікувавши в 1985 році книгу під назвою «Генограми: оцінка та втручання».
Зараз генограми використовуються різними групами людей у таких галузях, як медицина, психіатрія, психологія, соціальна робота, генетичні дослідження, освіта та багато інших. Деякі практики особистої та сімейної терапії використовують генограми для особистих записів та/або для пояснення сімейної динаміки клієнту. Мало хто з генеалогів використовує їх. Зовсім недавно відбулося збільшення визнання та використання системної терапії та методів для покращення більш традиційної оцінки поведінки, клінічних формулювань та консультацій з різних випадків.

## Символи
Генограма складається за допомогою простих символів, що представляють стать, з різними лініями, що ілюструють сімейні стосунки. Деякі користувачі генограм також обводять колами членів, які проживають в одній житловій площі. Генограми можна підготувати за допомогою складного текстового процесора або комп'ютерної програми для малювання. Існують також комп'ютерні програми, що спеціально розроблені для генограм.
Символи генограми зазвичай включають дату народження (та дату смерті, якщо є) угорі та ім'я особи нижче. Внутрішня частина символу міститиме поточний вік людини або різні коди генетичних захворювань чи властивостей, визначених користувачем: аборти, мертвонародження, СРДС, співжиття тощо.

## Зміст
Генограма може містити велику кількість інформації про представлені родини. Вона показує не тільки імена людей, які належать до сімейної лінії, але й те, як ці родичі ставляться один до одного. Наприклад, генограма покаже не лише те, що людина, на ім'я Пол та його дружина Лілі мають трьох дітей, але й те, що їхню старшу дитину відправили в інтернат; що їх середня дитина завжди конфліктує з матір'ю; що їхній молодший має юнацький діабет; що Пол страждав на депресію, був алкоголіком і філософом; і що Лілі роками не розмовляла зі своїм братом, хвора на рак молочної залози та раніше звільнялася з роботи.

## Сімейні відносини
Однією з переваг генограми є можливість використовувати кольорові лінії для визначення різних типів стосунків, таких як сімейні, емоційні та соціальні стосунки. У сімейних стосунках можна проілюструвати, чи пара одружена, розлучена, цивільна, заручена тощо.
Family Relationship Symbols in a Genogram

## Емоційні стосунки
Генограми також можуть включати емоційні стосунки. Це забезпечує поглиблений аналіз того, як люди ставляться один до одного. Кольорові лінії представляють різні емоційні стосунки, які об'єднують людей.

## Соціальні відносини
Соціальні відносини є однією зі складових генограми. Вони дозволяють користувачам поєднувати осіб, які не пов'язані між собою, але мають зв'язок у суспільстві загалом, наприклад, сусід, колега, начальник-співробітник, пастор-член церкви, вчитель-учень тощо. Соціальні відносини також можуть ілюструвати відношення індивіда до соціальної сутності. Використання соціальних віносин дозволяє використовувати генограму в бізнес-середовищі для створення організаційних діаграм або планів розміщення працівників.
Генограма виглядає як генеалогічне дерево, але включає різні типи зв'язків, завдяки чому містить значно більш детальну та повну картину родини чи групи, яку вона ілюструє.

## Призначення

### Генеалогія
У генеалогії генограми використовуються для запису сімейної історії через життя кожного з членів родини. Генограми дозволяють генеалогу графічно зобразити складні родинні дерева, які показують шлюби та розлучення, зведені сім'ї, усиновлення, напружені стосунки, сімейну згуртованість тощо. Генеалоги можуть використовувати генограми, щоб виявити та проаналізувати цікаві факти про свою сімейну історію, наприклад паттерни імен, суперництво між братами та сестрами або важливі події, такі як, наприклад, імміграція.

### Медицина
У медицині медичні генограми забезпечують швидкий і корисний контекст для оцінки ризиків для здоров'я людини. Знання про захворювання та стани, які виникають у сім'ї, можуть надати медичній команді безцінну інформацію, що може допомогти у швидкій і точній діагностиці та лікуванні проблем зі здоров'ям. Крім того, знання про хвороби та недуги, які «запускаються» в сім'ї, може дати індивідам важливу перевагу в проведенні ефективних профілактичних заходів. Медична генограма може бути корисна для визначення характеру захворювання або хвороби в родині. Такі генограми можуть включати багато поколінь, однак аналіз чотирьох поколінь може виявитись достатньо детальним.

### Соціологія
Соціологи використовують генограми для збору об'єктивної та послідовної інформації від клієнтів та їхніх сімей, що допомагає їм розглядати проблеми клієнта в більш широкому контексті їхніх подружніх стосунків, сімейних стосунків та культури походження, підкреслюючи ключові питання для обговорення під час терапевтичного консультування клієнтів. Генограми відображають емоційні стосунки, що дозволяє соціологам побачити й оцінити можливі конфлікти в сім'ї. На генограмі можуть бути виявлені психологічні закономірності, що стаючи основою для запобіжних і профілактичних заходів, які інакше були б невиправданими.

### Соціальна робота
У соціальній роботі генограми використовують для відображення емоційних зв'язків між індивідами, що складають сім'ю або соціальну одиницю. Генограма допомагає соціальним працівникам оцінити рівень згуртованості в сім'ї чи групі та визначити, чи існує в цій одиниці належний догляд. Генограми також дозволяють відобразити соціальні стосунки, які ілюструють місця, які відвідують люди, наприклад школи, церкви, молодіжні центри, асоціації чи будинки престарілих.

### Сімейна терапія
У сімейній терапії генограми використовуються для вивчення та реєстрації моделей стосунків між членами сім'ї та індивідуальних характеристик, які складають ці моделі. Генограма допомагає сімейним терапевтам зробити відповідну оцінку моделей стосунків і того, де може знадобитися втручання, щоб допомогти сім'ї зменшити дисфункцію та/або проблемну ситуацію, яка привела їх до терапії.

### Дослідження
У дослідженнях генограми дозволяють дослідникам зрозуміти процеси, що відбуваються в різних поколіннях у різних видах рослин і тварин, наприклад, розвиток мутацій. Генограми також можуть показувати швидкість оновлення, механізми виживання або процеси, що беруть участь у регуляції толерантності, поміж іншого.

### Освіта
У навчанні генограми можуть використовуватися вчителями та учнями для ілюстрації рецензій на книги, або родинних дерев відомих політиків, філософів, вчених, музикантів тощо. Генограми дозволяють зосередити свою увагу на конкретних деталях, а також побачити загальну картину книг і людей, які вивчаються.

### Психологія
Останніми роками зростає визнання важливої ролі стосунків, у тому числі сімейних, а також стосунків між клієнтами та особами, які здійснюють догляд, у підтримці та покращенні проблемної поведінки, а також у спробах інтегрувати галузі сімейної терапії та прикладного аналізу поведінки з використанням таких методів, як системне висування гіпотез або системне консультування. Ці підходи використовують системні моделі, такі як генограма, соціограма та, меншою мірою, систограма, щоб допомогти вивчити та записати моделі стосунків (у сім'ї та зовнішніх системах, таких як школи та інші постачальники послуг з догляду) та індивідуальні характеристики, які можуть сприяти повторюваним та складним моделям поведінки.

## Створення генограм
Генограми можуть бути корисні майже в будь-яких професіях, пов'язаних із соціальною взаємодією. Вони можуть допомогти візуалізувати складні взаємодії між окремими людьми та вивчити моделі поведінки чи хвороби. Генограми можна створювати за допомогою генеалогічного програмного забезпечення, оскільки передове програмне забезпечення дозволяє користувачеві включати величезну кількість даних. Генеалогічне програмне забезпечення також дозволяє користувачеві створювати докладні звіти, що містять аналіз інформації, що зберігається в індивідуальних властивостях кожної людини. Комерційне програмне забезпечення, таке як Genopro, Genome Analytics та iGenogram для iPad дозволяє створювати генограми, крім цього існують також сотні різних академічних і наукових програм для спеціалізованого використання. Генограми часто малюють вручну, замальовуються безпосередньо з клієнтом. Також можна створити генограму в будь-якій графічній або текстовій програмі.

## Публікації
- Моніка Макголдрік, Ренді Герсон, Генограми в оцінці сім'ї, (англ. Genograms in Family Assessment), 1985, Norton, ISBN 9780393700237
- Моніка Макголдрік, Ренді Герсон, Сільвія Шелленбергер, Оцінка та втручання, (англ. Genograms: Assessment and Intervention), 1999, W. W. Norton, ISBN 9780393702835
- Моніка Мак-Голдрік, Збірка кейсів з генограми: Клінічний супутник генограми: Оцінка та втручання (англ. The Genogram Casebook: A Clinical Companion to Genograms: Assessment and Intervention), 2016, W. W. Norton, ISBN 9780393709421
- Ренді Герсон, Суелі Петрі, (англ. Генограми: Оцінка та лікування Genograms: Assessment and Treatment), 2020, W. W. Norton, ISBN 9780393714050